# Hector Buldogul
Hector Buldogul este un personaj fictiv din seria de desene animate Looney Tunes și Merrie Melodies. Hector buldogul pare tare și musculos, dar are o inimă de aur. Din nefericire pentru el, nu este foarte inteligent. Gardian loial bunicii, Hector este, din păcate, de multe ori păcălit de pisica șmecheră Sylvester!
Hector (sau un prototip) a apărut pentru prima oară în desenul din 1945 Peck Up Your Troubles unde acesta îl oprește pe Sylvester să prindă o ciocănitoare. El și-a făcut a doua apariție în A Hare Grows in Manhattan, cu o gașcă compusă din câini într-un film regizat de Friz Freleng; acesta este de asemenea singurul desen unde câinele are numeroase dialoguri. După aceste două desene, Hector are un rol minor în diverse desene cu Tweety și Sylvester regizate de Freleng.